# Automatyzacja

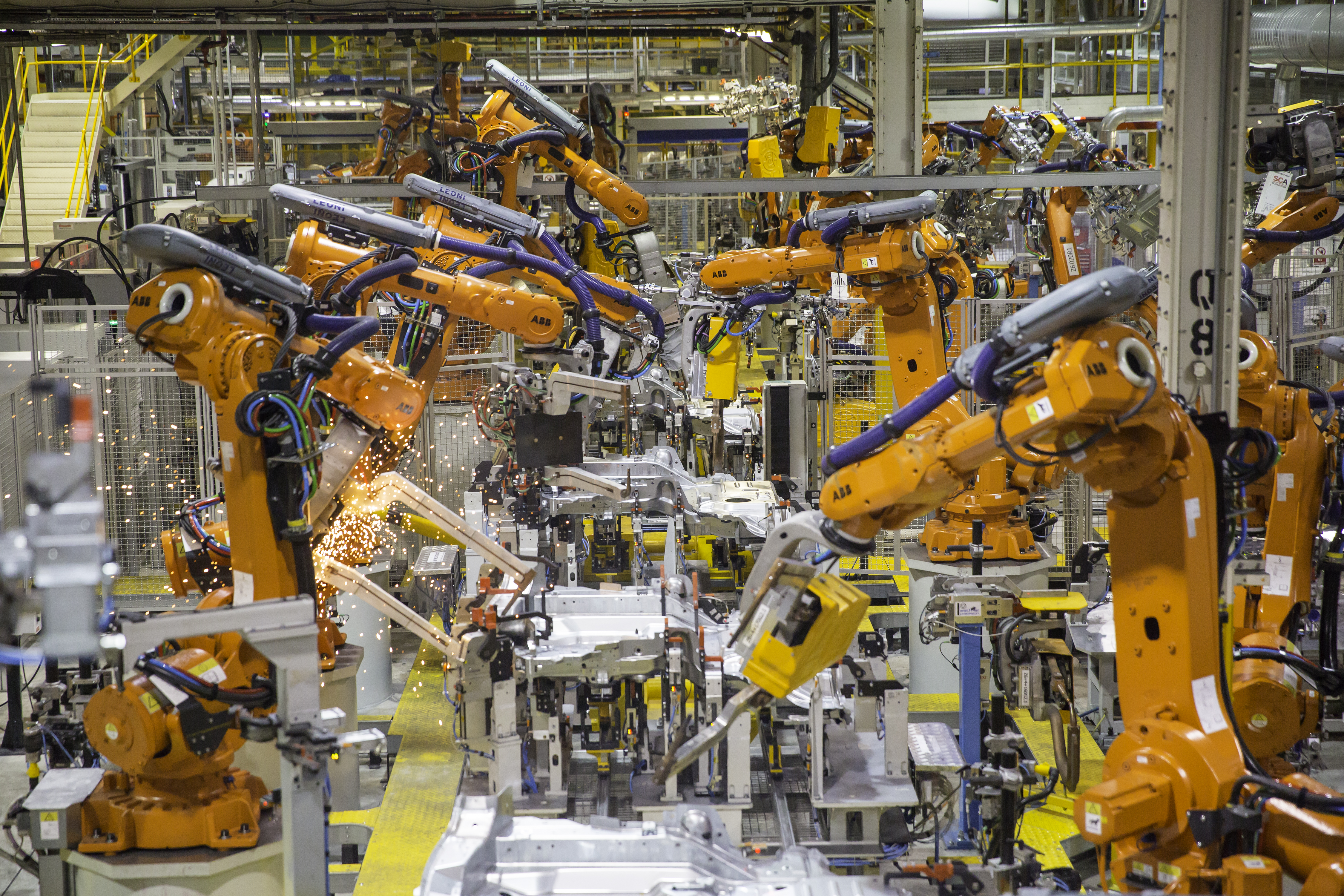
Produkcja samochodów z wykorzystaniem robotyzacji

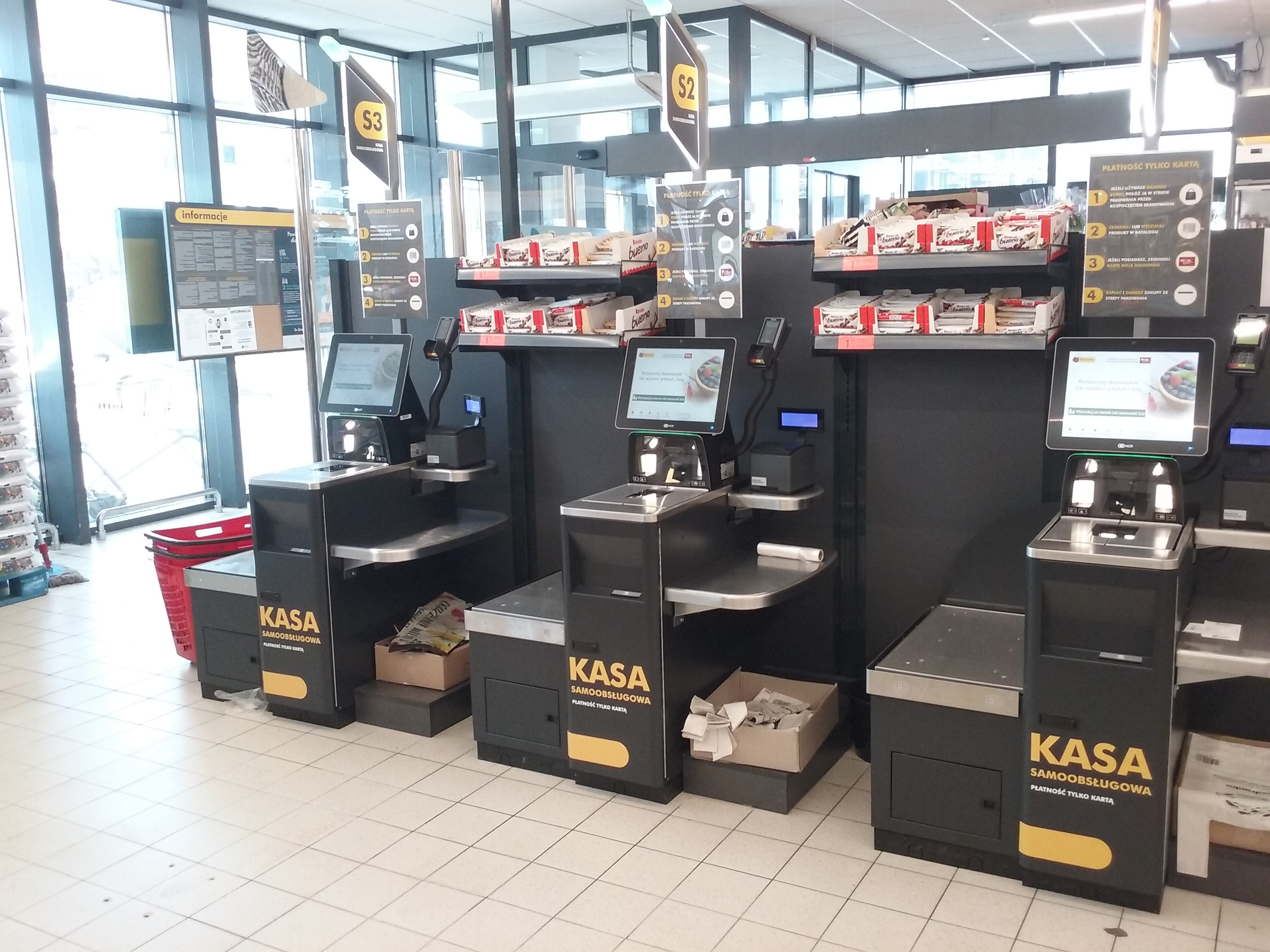
Kasy samoobsługowe w Biedronce

Automatyzacja – znaczne ograniczenie lub zastąpienie (proces zastępowania) ludzkiej pracy fizycznej i umysłowej przez pracę maszyn działających na zasadzie samoregulacji i wykonujących określone czynności bez udziału człowieka (czyli samoczynnych). Również zastosowanie maszyn do pracy niemożliwej do wykonania w inny sposób. Automatyzacja jest kolejnym etapem po mechanizacji, gdzie bezpośrednia praca człowieka jest niezbędna przy wytworzeniu produktu finalnego.
Automatyzacja jest coraz szerzej stosowana w środowisku usługowym.

## Etymologia terminu automatyzacja
Automatyzacja to polski odpowiednik angielskiego terminu automation. Słowo automation zostało po raz pierwszy użyte przez Dela Hardera w firmie Ford by opisać pewien rodzaj samoczynnej, masowej produkcji jaką tam prowadzono. Słowo było używane wewnątrz firmy w latach 40. i 50. XX wieku. W roku 1952 John Diebold, specjalista od technologii informatycznych napisał książkę zatytułowaną Automation. Publikacja ta była owocem jego prac na Harvard Business School a termin używany był w kontekście nie tylko maszyn produkcyjnych, ale i środków przetwarzania informacji (mimo że w tym czasie przemysł komputerowy był jeszcze w powijakach). Stąd tytułowe słowo automation przyjęło się wówczas w powszechnym użyciu.
W języku polskim automatyzacja bywa mylona z automatyką (ang. automatic control) – dyscypliną, która zajmuje się sterowaniem (w praktyce jest ono realizowane bez udziału lub z ograniczonym udziałem człowieka co rzeczywiście przyczynia się do automatyzacji procesów).

## Poziomy automatyzacji
W literaturze przyjmuje się różne liczby poziomów automatyzacji. Niemniej wszystkie z wyszczególnionych podziałów można zestawić względem trzech podstawowych grup procesów: ręczne (manualne), ręczno-maszynowe (mieszane) i zautomatyzowane.Bazując na tym zestawieniu można wyszczególnić pięć poziomów automatyzacji (Tabela 1). Poziom pierwszy tworzą wyłącznie procesy ręczne, poziomy drugi i trzeci to procesy mieszanie (ręczno-maszynowe), a poziomy czwarty i piąty składają się na procesy całkowicie zautomatyzowane.
Tabela 1:
Zestawienie pięciu poziomów automatyzacji względem grup procesów, jakie tworzą
|    | Nazwa poziomu automatyzacji                                               | Opis | Grupa procesu                       |
| -- | ------------------------------------------------------------------------- | --- | ----------------------------------- |
| 1. | Manualne operacje                                                         | Operacje występujące w procesach produkcyjnych, w których nie wykorzystuje się maszyn do wytworzenia wyrobu finalnego.                                                             | Procesy ręczne (manualne)           |
| 2. | Ręczno-maszynowe (mieszane) operacje                                      | Operacje, w których cykl produkcyjny wykonuje maszyna, a operator decyduje o jego uruchomieniu i zatrzymaniu. Operator również załadowuje i rozładowuje materiał do i z maszyny.   | Procesy ręczno-maszynowe (mieszane) |
| 3. | Ręczno-maszynowe (mieszane) operacje przy automatycznym cyklu             | Operacje, w których maszyna automatycznie rozpoczyna i kończy cykl produkcyjny, a operator odpowiedzialny jest za załadowanie albo rozładowanie materiału.                         | Procesy ręczno-maszynowe (mieszane) |
| 4. | Automatyczne procesy produkcyjne z ręcznym przekazywaniem materiału       | Praca operatora sprowadza się do nadzorowania maszyny. Operator bezpośrednio nie bierze udziału w wytworzeniu wyrobu finalnego. Przepływ materiału pomiędzy gniazdami jest ręczny. | Procesy zautomatyzowane             |
| 5. | Automatyczne procesy produkcyjne z automatycznym przekazywaniem materiału | Praca operatora sprowadza się wyłącznie do nadzorowania. Przepływ materiału pomiędzy gniazdami jest zautomatyzowany.                                                               | Procesy zautomatyzowane             |

Poziom czwarty i piąty automatyzacji to procesy, w których przy bezpośrednim wytwarzaniu wyrobu finalnego występuje wyłącznie praca maszynowa. Są to zatem procesy zautomatyzowane, w których praca człowieka sprowadza się wyłącznie do nadzorowania pracy maszyny oraz reagowania na wskazywane przez nią problemy. Wraz ze zwiększaniem się poziomu automatyzacji w procesie maleje operacyjny udział pracy człowieka przy powstawania wyrobu finalnego na rzecz udziału pracy automatycznej. Procesy zautomatyzowane, w których wykorzystywane są całkowicie zautomatyzowane linie obrabiarek oraz wielozadaniowe maszyny pracujące w trybie automatycznym cechują się tym, że praca użytkowa wykonywana jest głównie przez maszyny. Operator nadzoruje pracę maszyny i wykonuje czynności obsługowe związane z konserwacją, czyszczeniem i przezbrajaniem maszyny. Procesy zautomatyzowane wymagają wysokich kosztów kapitałowych, ale uznaje się, że uzyskanie takiego poziomów automatyzacji w wielu przedsiębiorstwach jest niezbędne.

## Automatyzacja w środowisku usługowym
Automatyzacja jest coraz częściej stosowana w usługach, zastępując powtarzalne czynności administracyjne. Automatyzowanie procesów usługowych za pomocą specjalnych aplikacji informatycznych (robotów) nosi nazwę zrobotyzowanej automatyzacji procesów (ang. Robotic Process Automation, RPA).

## Automatyzacja, a autonomizacja
Automatyzacja procesów produkcyjnych ma na celu eliminację pracy operatora podczas bezpośredniego wytwarzania wyrobu finalnego. Automatyzację należy zatem rozumieć, jako zastępowanie czynności użytkowych na maszynie na rzecz czynności obsługowych. Praca człowieka podczas eksploatacji maszyn pracujących w trybie automatycznym występuje, ale zmienia się jej charakter. Operator przy procesach zautomatyzowanych, odpowiedzialny jest za opiekowanie się maszyną min. poprzez jej czyszczenie, konserwację i reagowanie na problemy w jej pracy. Autonomizacja (ang. Autonomation) definiowana jest jako automatyzacja z dodanym ludzkim czynnikiem. Odnosi się ona do pracy człowieka z dowolną maszyną i związana jest ściśle z reakcją człowieka na problemy i odchylenia w pracy maszyny. Celem autonomizacji jest połączenie pracy operatora i maszyny. Autonomizację opisuje się na jako:
- zdolność do zatrzymania maszyny przez operatora, który wykonuje na niej zadania produkcyjne, w czasie kiedy dostrzeże błąd albo brak,
- oddzielnie pracy człowieka od jednej maszyny, a w ten sposób dając możliwość eksploatacji przez operatora kilku maszyn,
- strategię automatyzacji maszyn, a tym samym zmniejszania zakresu pracy użytkowej na rzecz pracy maszyny zaznaczając przy tym, że przy autonomizacji występuje udział człowieka.

Autonomizację często opisuje się jako Jidoka. Jidoka stanowi filar Systemu Produkcyjnego Toyoty TPS.